# الافراغ
الافراغ عملية التخلص من الفضلات والمواد التالفة الموجودة في جسم الكائن الحي وهي على ثلاثة أنواع.

## أنواعه
- غازية مثل غاز ثنائي أكسيد الكربون
- سائلة مثل العرق والبول
- شبه صلبة كالغائط

## طرقه
هناك عدة وسائل للتخلص من الفضلات والمواد التالفة في جسم الكائن الحي وهي: 
1- الانتشار عبر جدار الجسم
2- فجوات متقلصة كما في الأميبا
3- خلايا متخصصة متعددة الخلايا تدعى النفريديا اما في اللبائن ومنها الإنسان فهناك الكليتين للتخلص من البول